# 阿伊洛凯
阿伊洛凯（義大利語：Ailoche），是意大利比耶拉省的一个市镇。总面积10平方公里，人口331人，人口密度33.1人/平方公里（2009年）。ISTAT代码为096001。